# 55 إسعاف (فلم)
55 إسعاف فيلم كوميدي مصري من إنتاج عام 2001، بطولة غادة عادل ومحمد سعد واحمد حلمي، تأليف أحمد عبد الله وإخراج مجدي الهواري، وهو أول فيلم يخرجه.

## القصة
تدور أحداث الفيلم حول شابان يعملان كسائق ومسعف بإحدى المستشفيات الحكومية، ويواجهان من خلال عملهما العديد من المواقف الكوميدية منها الدخول في نزاع بين زوجين كلاهما بشرته بيضاء سافر الزوج ثم عاد ليجد زوجته قد أنجبت طفل أسمر البشرة. ويتصارع الشابان على حب الطبيبة الشابة«وفاء»، وفي أحد الأيام أثناء توصيلهما لجارتهما العانس إلى زوجها العجوز يجدان وزير الصحة فاقدا للوعي فيضعاه في سيارة الإسعاف وتخطفه بالفعل أحد العصابات ويحاولان ومعهما «وفاء» العثور عليه وإنقاذه إلا أنهم في النهاية يفاجئوا بتوجيه تهمة خطف وزير الصحة لهم ويتم القبض عليهم. وتتوالى الأحداث إلا أنه في النهاية يقرران ترك العمل في الإسعاف ويتجهان للعمل بالمطافئ.

## طاقم التمثيل
- غادة عادل: (الطبيبة وفاء)
- محمد سعد: (مرعي المسعف)
- أحمد حلمي: (سيد السائق)
- رامز جلال: (مجدي ضابط المباحث)
- حنان الطويل: (الجارة عزيزة)
- يوسف داود: (مدير المستشفى)
- يوسف عيد: (فرج الحرامي)
- محمد يوسف: (الزوج)
- سامي سرحان: (الدكتور صبحي جمعة)
- غسان مطر: (كاليكوبر)
- متولي الضو: (الفلاح صاحب الحمار)

## فريق العمل
- إخراج: مجدي الهواري
- تأليف: أحمد عبد الله
- إنتاج: يوني كورن للإنتاج الفني
- توزيع: اوسكار للتوزيع ودور العرض
- مونتاج: عادل منير
- موسيقى تصويرية: خالد حماد
- مدير التصوير: أحمد عبد العزيز

## وصلات خارجية
- مقالات تستعمل روابط فنية بلا صلة مع ويكي بيانات